# Grenze zwischen Libyen und Tunesien

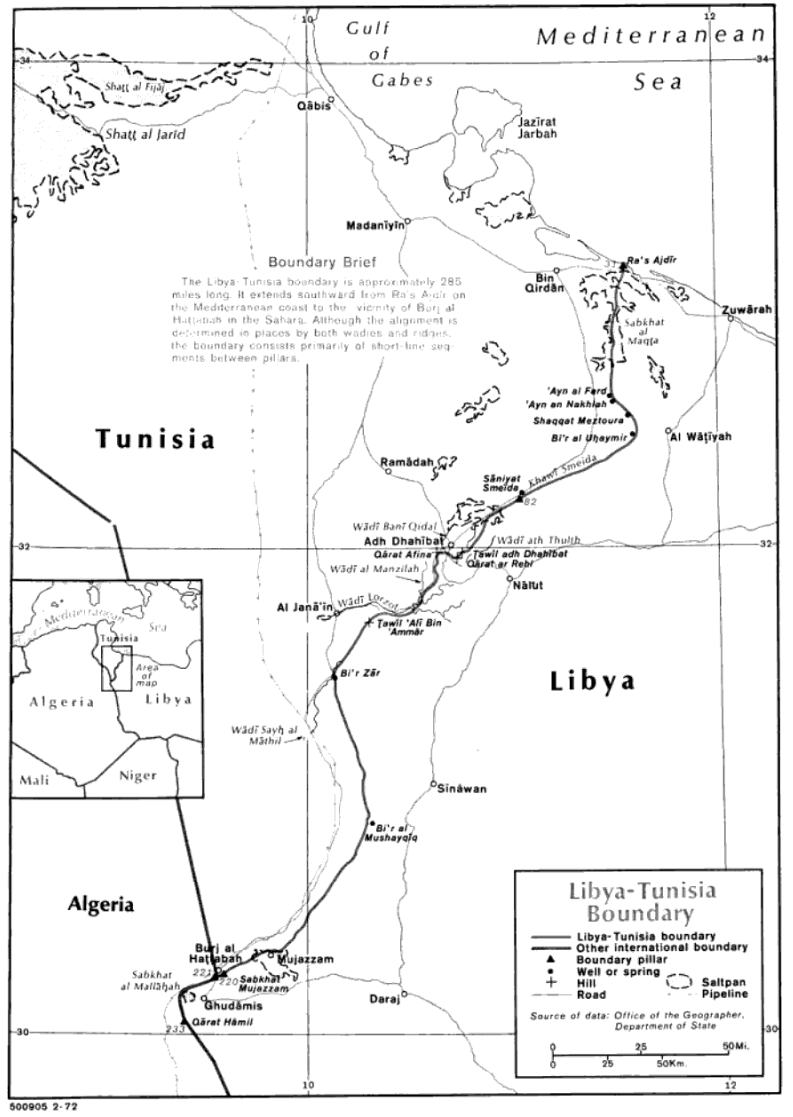
Karte des Grenzverlaufs

Die Grenze zwischen Libyen und Tunesien trennt als internationale Grenze diese beiden Staaten. Sie ist 461 km lang und erstreckt sich vom Mittelländischen Meer bis zum Dreiländereck (Grenzstein 220; 30°14'24"N, 9°34'48"E) mit Algerien nördlich von Ghadames.

## Geschichte

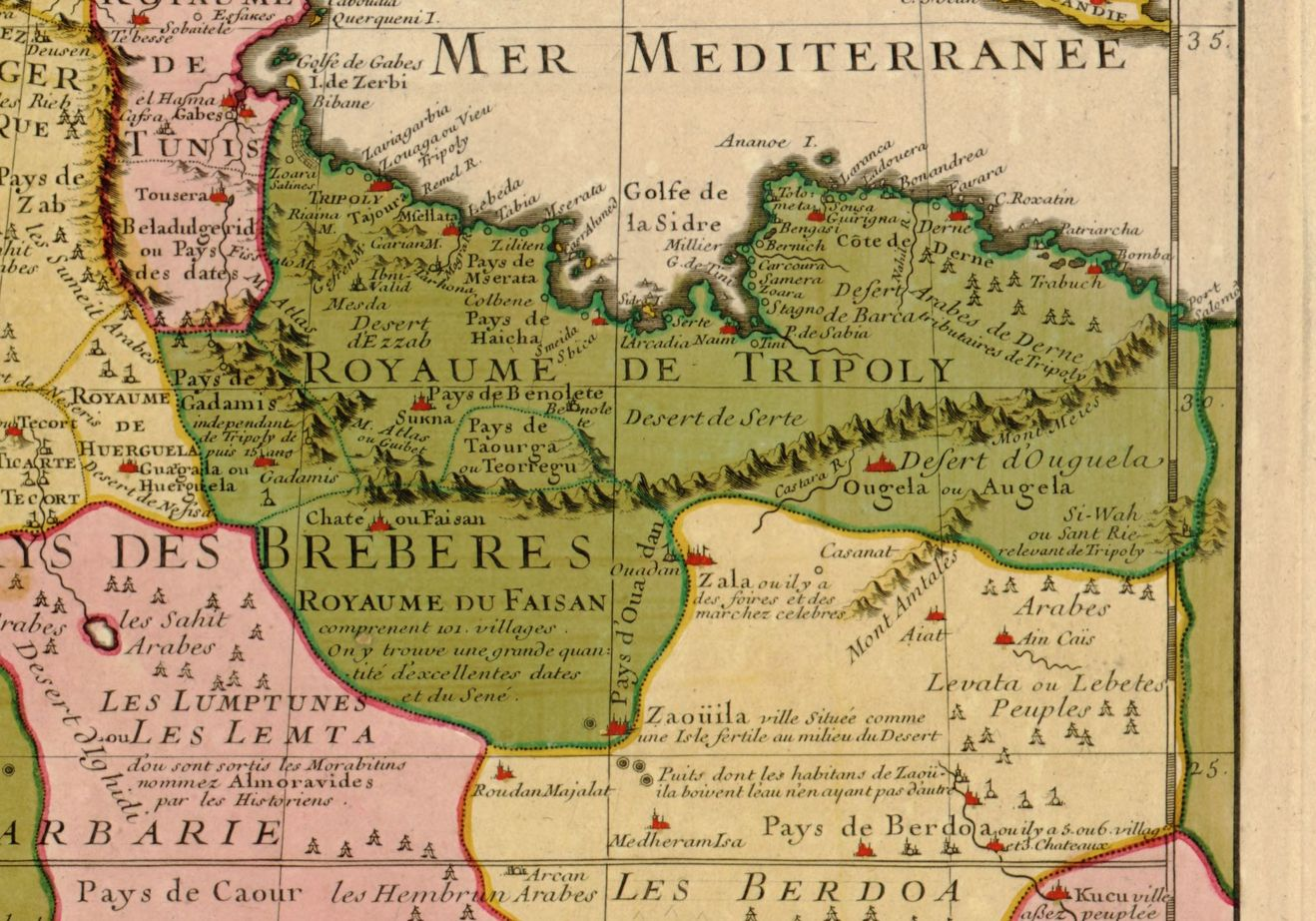
Karte des Königreichs Tripolis aus dem Jahr 1707

Die beiden Staaten standen bis in das späte 19. Jahrhundert unter ottomanischer Oberherrschaft. Das Beylik Tunesien wurde 1881 französisches Protektorat, während Tripolis bis zur Inbesitznahme durch das Königreich Italien 1911/12 als Vilâyet Tripolitanien ottomanisch blieb. 1886 erfolgte die erste Grenzregelung zwischen Frankreich und dem Osmanischen Reich. Die Grenze wurde 1892 bis in die Nähe von Ghadames erstreckt. Im Vertrag von Tripolis vom 19. Mai 1910 (wikisource:fr:Convention de délimitation des frontières entre la Tunisie et la Tripolitaine) erfolgte eine exaktere Festlegung, die Markierung im Gelände in den Jahren 1910 und 1911. Im Frieden von Ouchy wurde 1912 Tripolitanien, das 1934 in Italienisch-Libyen aufging, formell an Italien abgetreten. Nach dem Zweiten Weltkrieg war Libyen zunächst von Frankreich und vom Vereinigten Königreich besetzt; 1951 erlangte es als Königreich seine Unabhängigkeit. 1969 wurde die Monarchie beseitigt. Der Diktator Muammar al-Gaddafi wurde 2011 blutig gestürzt, seither ins Libyen nicht mehr zur Ruhe gekommen. 1956 endete das französische Protektorat über das Beylik Tunesien. Im Bereich der Seegrenze erhebt Tunesien Ansprüche, die allerdings bereits 1980 vom Internationalen Gerichtshof abgewiesen wurden.

## Grenzverlauf

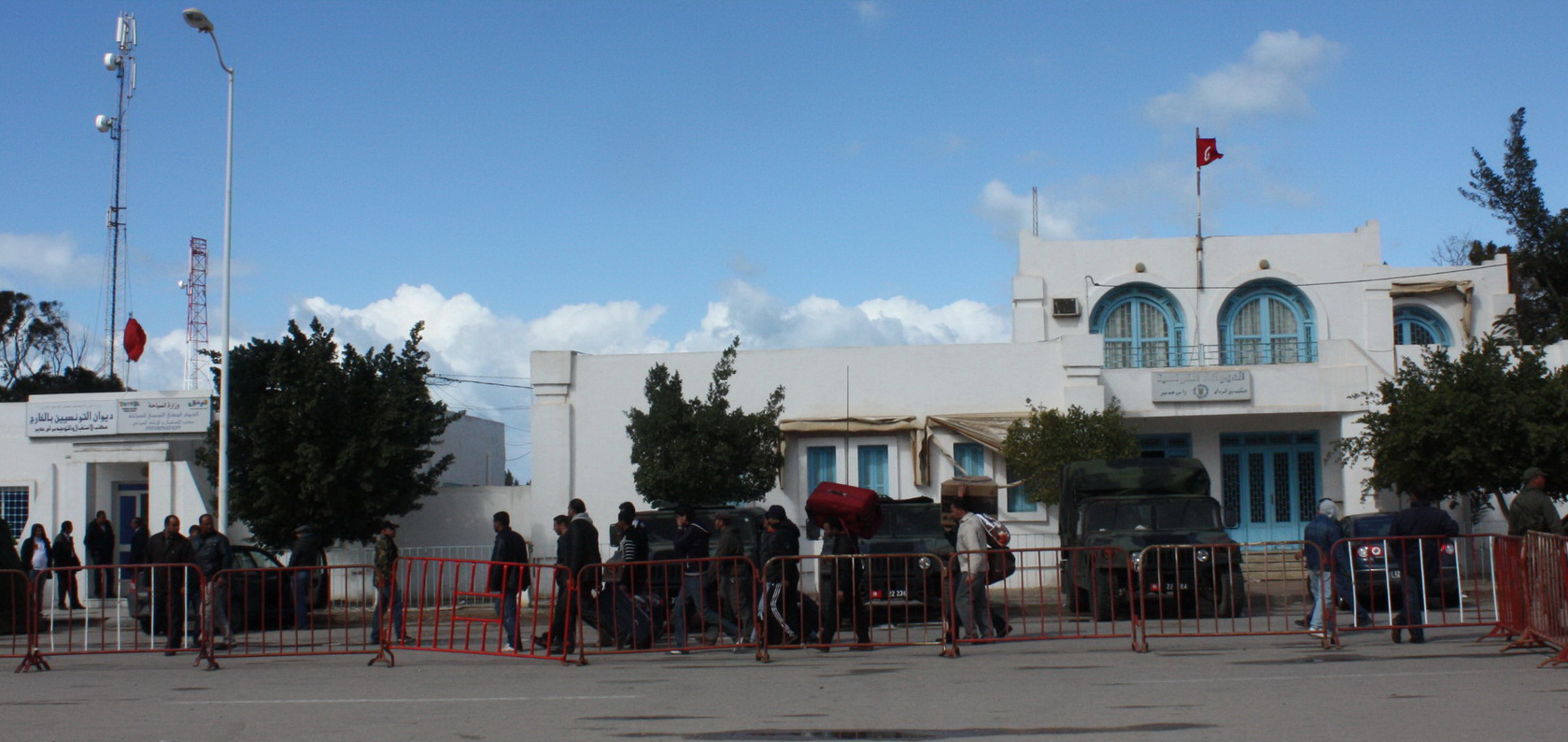
Tunesische Militärposten am Ras Jedir (2011)

Die Landgrenze verläuft vom Kap Ras Jedir an der Küste generell nach Süden und Südwesten am tunesischen Alouet el Gouna und am Borj Macheded Salah östlich vorbei nach Dehiba (auf libyscher Seite gegenüber Wazzin), südlich von Lorzot, östlich von Bir Zar, M’Chiguig bis Borj El Khadra und zu ihrem Ende am Dreiländereck (Grenzstein 220; 30°14'24"N, 9°34'48"E) mit Algerien knapp nördlich vom libyschen Ghadames. Sie wurde mit 233 Grenzsteinen markiert (bis zur Marke 220 die jetzige Grenze).